# Pavel Smetáček
Pavel Smetáček (Praga, 4 gennaio 1940 – 20 novembre 2022) è stato un clarinettista, sassofonista e compositore ceco.

## Biografia
Fu il fondatore e leader del gruppo musicale Traditional Jazz Studio di Praga. Fu anche un politico democristiano e diplomatico, figlio del direttore d'orchestra e oboista Vaclav Smetáček, fratello del musicista Ivan Smetáček e padre del batterista Stephen Smetáček. Viene considerato uno dei migliori musicisti jazz della Repubblica Ceca nel jazz tradizionale.